# Várnegyed
A várnegyed a városoknak a vár környékén található városrésze. Kiterjedése a  várnak a településen belüli elhelyezkedésétől függ. Általában műemlékekkel, történelmi emlékekkel teli településrész. Neve gyakran utal a várra.

## Ismertebb várnegyedek
- A budai Várnegyed (Budapest I. kerületében)
- A veszprémi várnegyed a Belvárosban
- A prágai várnegyed, a Hradzsin (csehül Hradčany), amely a prágai vár (Pražský hrad) falain kívül épült.